# Le Jour le plus court
Pour le téléfilm français de Pierre Kast diffusé en 1983, voir Le Jour le plus court (téléfilm).
Pour plus de détails, voir Fiche technique et Distribution.
Le Jour le plus court (titre original : Il giorno più corto) est une comédie de guerre italienne réalisée par Sergio Corbucci en 1962, et sortie en salles en 1963.
C'est une parodie du film Le Jour le plus long, mettant en vedette « le prince du rire » Totò ainsi que le duo comique italien Franco et Ciccio. À l'image du Jour le plus long, le film bénéficie d'un certain nombre d'apparitions à titre gratuit d'acteurs connus, qui interprètent des rôles secondaires, afin d'éviter la faillite de la maison Titanus, société de production du film.

## Synopsis
Le vendeur ambulant sicilien Francesco Coppola, parent d'un chef de la mafia sicilienne mourant, se voit léguer par ce dernier son fils inepte et maladroit Franco Lo Grugno, avec lequel il entame une série d'aventures audacieuses dans l'espoir de se faire un peu d'argent de poche pour manger.
Ils finissent par s'engager par erreur dans le Regio Esercito au début de la Grande Guerre en se faisant passer pour des soldats afin de profiter des paquets cadeaux offerts à ceux qui partent au front. Après diverses péripéties et plusieurs moments de tension, ils parviennent à amener leurs camarades à vaincre l'ennemi en faisant accidentellement exploser un canon de 420 mm des Austro-Hongrois. Les deux hommes, pris pour des Autrichiens, passent également en cour martiale (défendus par un avocat farfelu qui demande qu'ils soient fusillés pour les consacrer définitivement comme des héros), mais sont finalement acquittés car ils ne sont pas reconnus comme des traîtres, mais plutôt comme des personnes ayant involontairement aidé la cause patriotique.

## Fiche technique
- Titre français : Le Jour le plus court[1]
- Titre original : Il giorno più corto[2]
- Réalisation : Sergio Corbucci
- Scénario : Giorgio Arlorio, Sandro Continenza, Bruno Corbucci et Giovanni Grimaldi
- Photographie : Enzo Barboni
- Montage : Ruggero Mastroianni
- Musique : Piero Piccioni
- Décors : Carlo Simi
- Production : Goffredo Lombardo
- Société de production : Titanus, Cinecompar
- Pays de production :  Italie
- Langue originale : italien
- Format : Noir et blanc - 1,37:1 - Son mono - 35 mm
- Genre : Comédie de guerre
- Durée : 95 minutes
- Sortie : 
  - Italie : 14 février 1963
  - Suisse : 21 septembre 1963
  - France : 9 octobre 1964 (sortie uniquement en province - Alsace et Sud-Est[1])

## Distribution
- Totò : frère bersagliere
- Franco Franchi : Franco Lo Grugno
- Ciccio Ingrassia : Francesco Coppola
- Walter Chiari : avocat de la défense
- Aldo Fabrizi : porteur
- Peppino De Filippo : Oncle Peppino
- Ugo Tognazzi : berger
- Eduardo De Filippo : mafieux
- Erminio Macario : soldat de cuisine
- Nino Taranto : mafieux
- Gino Cervi : Colonel Daini
- Raimondo Vianello : Maréchal Von Gassman
- Annie Girardot : infirmière
- Stelvio Rosi : soldat autrichien
- Paolo Panelli : soldat tricheur
- Nino Terzo (it) : garde du corps de la mafia
- Tiberio Murgia : soldat
- Gabriele Ferzetti : lieutenant dans les tranchées
- Philippe Leroy : soldat
- Amedeo Nazzari : soldat aux yeux croisés avec un boulier
- Romolo Valli : capitaine
- Renato Salvatori : soldat
- Paolo Stoppa : père de Dino
- Anouk Aimée : crocodile
- Franco Citti : fantassin romain
- Virna Lisi : Naja
- Carlo Pisacane : Oncle Michele
- Giuliano Gemma : soldat
- Massimo Girotti : capitaine à la fenêtre
- Mario Girotti : soldat autrichien
- Franco Fabrizi : blessé avec sac de glace
- David Niven : soldat anglais
- Memmo Carotenuto : capitaine qui déclare les protagonistes malades
- Nino Castelnuovo : prétendant
- Luciano Salce : officier allemand
- Aroldo Tieri : Lieutenant Farsardi, chef de service interprète
- Yvonne Sanson : femme du bègue
- Simone Signoret : paysanne
- Lorella De Luca : héritière sicilienne
- Sandra Mondaini : héritière sicilienne
- Ilaria Occhini : crocodile
- Antonio Acqua (it) : aide de camp
- Ivo Garrani : héritier sicilien
- Sergio Fantoni : aide colonel
- Paolo Ferrari : soldat tricheur
- Ángel Aranda : officier
- Fiorenzo Fiorentini : bègue
- Teddy Reno : soldat de Trieste
- Alberto Lupo : officier
- Fausto Tozzi : l'un des soldats qui se battent
- Enrico Viarisio : héritier sicilien
- Pierre Brice : officier autrichien
- Aldo Bufi Landi : soldat caché dans la meule de foin
- Gino Buzzanca : garde du corps de la mafia
- Vittorio Caprioli : bersaglier à la gare
- Franca Valeri : femme du bersaglier de la gare
- Gordon Scott : soldat
- Joe Sentieri : soldat
- Massimo Serato : officier
- Gabriele Tinti : bersaglier
- Jacques Sernas : Lieutenant Fiorelli
- Franco Sportelli (it) : procureur général
- Luisella Boni : crocerossina
- Lia Zoppelli : héritière sicilienne
- Lilla Brignone : chef crocerossina
- Rossella Como : infirmière
- Scilla Gabel : maîtresse du soldat
- Cristina Gaioni : présentatrice timide
- Mark Damon : officier autrichien
- Nora Ricci : une femme qui attend à la gare
- Rina Morelli : la mère de Dino
- Antonella Lualdi : vendeuse de fleurs
- Giacomo Rossi Stuart : soldat autrichien
- Frank Latimore : un soldat sicilien
- Franco Giacobini : sergent d'état-major
- Enio Girolami : soldat
- Claudio Gora : capitaine de la garde
- Stewart Granger : avocat
- Gérard Herter : colonel commandant
- Franco Balducci : soldat autrichien
- Alberto Farnese : assistant du colonel
- Gianni Garko : homme qui attend à la gare
- Maurizio Arena : soldat caché dans la botte de foin
- Giacomo Furia : garde du corps de la mafia
- Umberto Orsini : soldat combattant
- Luigi Pavese : juge de la cour martiale
- Emilio Pericoli : soldat
- Walter Pidgeon : Ernest Hemingway
- Warner Bentivegna (it) : Officier allemand
- Roberto Risso : soldat autrichien
- Mac Ronay : Magicien Macaroni
- Folco Lulli : officier de théâtre
- Piero Lulli : officier de théâtre
- Ettore Manni : Ettore
- Rik Battaglia : soldat autrichien
- Francesco Mulè : soldat blessé
- Susan Strasberg :
- Daniel Mele : Dino
- Jean-Paul Belmondo : héritier sicilien
- Sandra Milo : héritière sicilienne
- Max Turilli (it) : Officier autrichien dans l'escalier
- Tomás Milián : Lui-même

## Production
88 acteurs ont été engagés pour le film (44+44, contre 42 pour le film Le Jour le plus long) dans des petits et très petits rôles. Ils ont tous accepté de participer au film gratuitement, afin d'éviter la faillite de Titanus.
La participation de Totò au film est due au fait que l'acteur tournait Le Religieux de Monza dans un studio voisin : déjà habillé en moine, il fut décidé de lui mettre un chapeau avec un plumetto sur la tête et de le transformer ainsi en frère bersaglier.
Les extérieurs du film ont été tournés à Manziana et Tolfa ainsi qu'en studio à Rome.